# Lancer du poids féminin à la Ligue de diamant 2012
Navigation
2011
Le concours du lancer du poids féminin de la Ligue de diamant 2012 se déroule du 11 mai au 7 septembre 2012. La compétition fait successivement étape à Doha, Rome, New York, Lausanne, Birmingham, Zurich et Bruxelles.

## Calendrier
| Date             | Meeting                         | Ville      | Pays        |
| ---------------- | ------------------------------- | ---------- | ----------- |
| 11 mai 2012      | Qatar Athletic Super Grand Prix | Doha       | Qatar       |
| 31 mai 2012      | Golden Gala                     | Rome       | Italie      |
| 9 juin 2012      | Meeting de New York             | New York   | États-Unis  |
| 23 août 2012     | Athletissima                    | Lausanne   | Suisse      |
| 26 août 2012     | Aviva Birmingham Grand Prix     | Birmingham | Royaume-Uni |
| 30 août 2012     | Weltklasse                      | Zurich     | Suisse      |
| 7 septembre 2012 | Mémorial Van Damme              | Bruxelles  | Belgique    |

## Résultats
| Date | Meeting    | 1er                             | 1er   | 2e                                | 2e    | 3e                           | 3e    |
| --- | ---------- | ------------------------------- | ----- | --------------------------------- | ----- | ---------------------------- | ----- |
| 11 mai 2012 | Doha       | Nadezhda Ostapchuk 20,53 m (MR) | 4 pts | Jillian Camarena 19,81 m (SB)     | 2 pts | Nadine Kleinert 19,67 m (SB) | 1 pt  |
| 31 mai 2012 | Rome       | Valerie Adams 21,03 m (WL, MR)  | 4 pts | Gong Lijiao 19,79 m               | 2 pts | Nadezhda Ostapchuk 19,58 m   | 1 pt  |
| 9 juin 2012 | New York   | Valerie Adams 20,60 m (MR)      | 4 pts | Jillian Camarena-Williams 19,62 m | 2 pts | Michelle Carter 19,32 m (SB) | 1 pt  |
| 17 août 2012 | Stockholm  | Valerie Adams 20,26 m           | 4 pts | Yevgeniya Kolodko 19,08 m         | 2 pts | Christina Schwanitz 18,72 m  | 1 pt  |
| 23 août 2012 | Lausanne   | Valerie Adams 20,95 m           | 4 pts | Michelle Carter 19,60 m           | 2 pts | Yevgeniya Kolodko 18,64 m    | 1 pt  |
| 26 août 2012 | Birmingham | Valerie Adams 20,52 m           | 4 pts | Michelle Carter 18,71 m           | 2 pts | Cleopatra Borel 18,36 m      | 1 pt  |
| 30 août 2012 | Zurich     | Valerie Adams 20,81 m (MR)      | 8 pts | Michelle Carter 19,25 m           | 4 pts | Cleopatra Borel 18,66 m      | 2 pts |
| Records et Performances - AR : Record continental (area record) - CR : Record des championnats (championship record) - MR : Record du meeting (meet record) - NR : Record national (national record) - OR : Record olympique (olympic record) - PR : Record paralympique (paralympic record) - PB : Record personnel (personal best) - SB : Meilleure performance personnelle de la saison (season's best) - WL : Meilleure performance mondiale de l'année (world leader) - WJR : Record du monde junior (world junior record) - WR : Record du monde (world record) Circonstances et Conditions - DNF : N'a pas terminé (did not finish) - DNS : N'a pas pris le départ (did not start) - DQ : Disqualification (disqualification) - NM : Aucun essai valable enregistré (No Mark) - Q : Qualifié « directement » au prochain tour (ou à la prochaine compétition), lors d'une compétition majeure, grâce au classement ou à la réalisation des minima (automatic qualifier) - q : Qualifié au prochain tour (ou à la prochaine compétition), lors d'une compétition majeure, grâce au repêchage ou à la réalisation de l'une des meilleures performances parmi celles des « non qualifiés directement » (grâce au meilleur temps ou à la meilleure distance par exemple) (secondary qualifier) |            |                                 |       |                                   |       |                              |       |

## Classement général
| Rang | Athlète | Points |
| ---- | ------- | ------ |
| 1    |         |        |
| 2    |         |        |
| 3    |         |        |
| 4    |         |        |
| 5    |         |        |